# Psí hvězda (povídka)
Psí hvězda (anglicky „Dog Star“ nebo „Moondog“) je krátká vědeckofantastická povídka britského spisovatele Arthura C. Clarka.
V angličtině vyšla poprvé ve sbírce s názvem Tales of Ten Worlds.

## Námět
Příběh o silném poutu mezi člověkem (pracovně vytíženým astrofyzikem) a nalezeným psem, kterého musí jeho nový pán opustit kvůli práci na měsíční observatoři. Vzpomínka na milovaného psa jednoho dne zachrání život jemu i dalším lidem.

## Příběh
Astrofyzik nalezne během cesty do observatoře Palomar u cesty opuštěného psa. Ačkoli zvířata nemá příliš v lásce, rozhodne se jej vzít sebou. Pojmenuje ho Lajka a nechá si ho. Pes roste a upne se ke svému pánovi, jenž si ho často bere i do svého zaměstnání, kde si ho oblíbí i ostatní astronomové.
Jednoho dne se astrofyzik vydá i s Lajkou na seminář do Berkeley, kde má přespat u svých známých. V noci pes štěká a divoce škrábe na dveře. Jeho majitel ho pustí ven, krátce nato uhodí v oblasti silné zemětřesení, které on díky varování Lajky přežije. Dům se však zhroutil a pohřbil jeho přátele. Tato událost velmi posílí vazbu mezi astrofyzikem a jeho psem.
Muž ví, že bude muset svého psa opustit. Dostal nabídku na místo zástupce ředitele observatoře na odvrácené straně Měsíce. Rve mu srdce, že bude muset svého psa nechat na Zemi a trápí jej výčitky. Cítí, že není o mnoho lepší než ti, kteří štěně pohodili u silnice. Ponechá zvíře rodině starého fyzika Andersona a odlétá za svou kariérou.
Pes zakrátko umírá žalem. Zpráva k zástupci ředitele observatoře dorazí během několika týdnů. Je z ní velmi rozrušen, ale bolest mu pomáhá utišit usilovná práce. Jednoho dne zaslechne ve snu štěkot Lajky. Mrzí ho, že živý sen netrval déle, aby mohl opět pohlédnout do očí tvorovi, který ho miloval. Vtom se budova začne otřásat, vědec stihne včas spustit alarm a obléci se do skafandru. Otřesy zničily tři tlakové kupole observatoře, ale škody na životech mohly být větší, nebýt včasného varování.
| „                               | Byl jsem sám se svými vzpomínkami, přemožený transcendentálním smutkem, který tak často přicházel, když se nějaký krásný sen měnil v šedivou realitu. | “ |
| — Arthur C. Clarke - Psí hvězda | |   |

## Česká vydání
Česky vyšla povídka v následujících sbírkách nebo antologiích:
- Povídky z deseti světů (Baronet, 2007)
- Směr času (Polaris, 2002)[1]